# Utra nitida
Utra nitida là một loài bọ cánh cứng trong họ Cerambycidae.